# August Leberecht Wunderwald

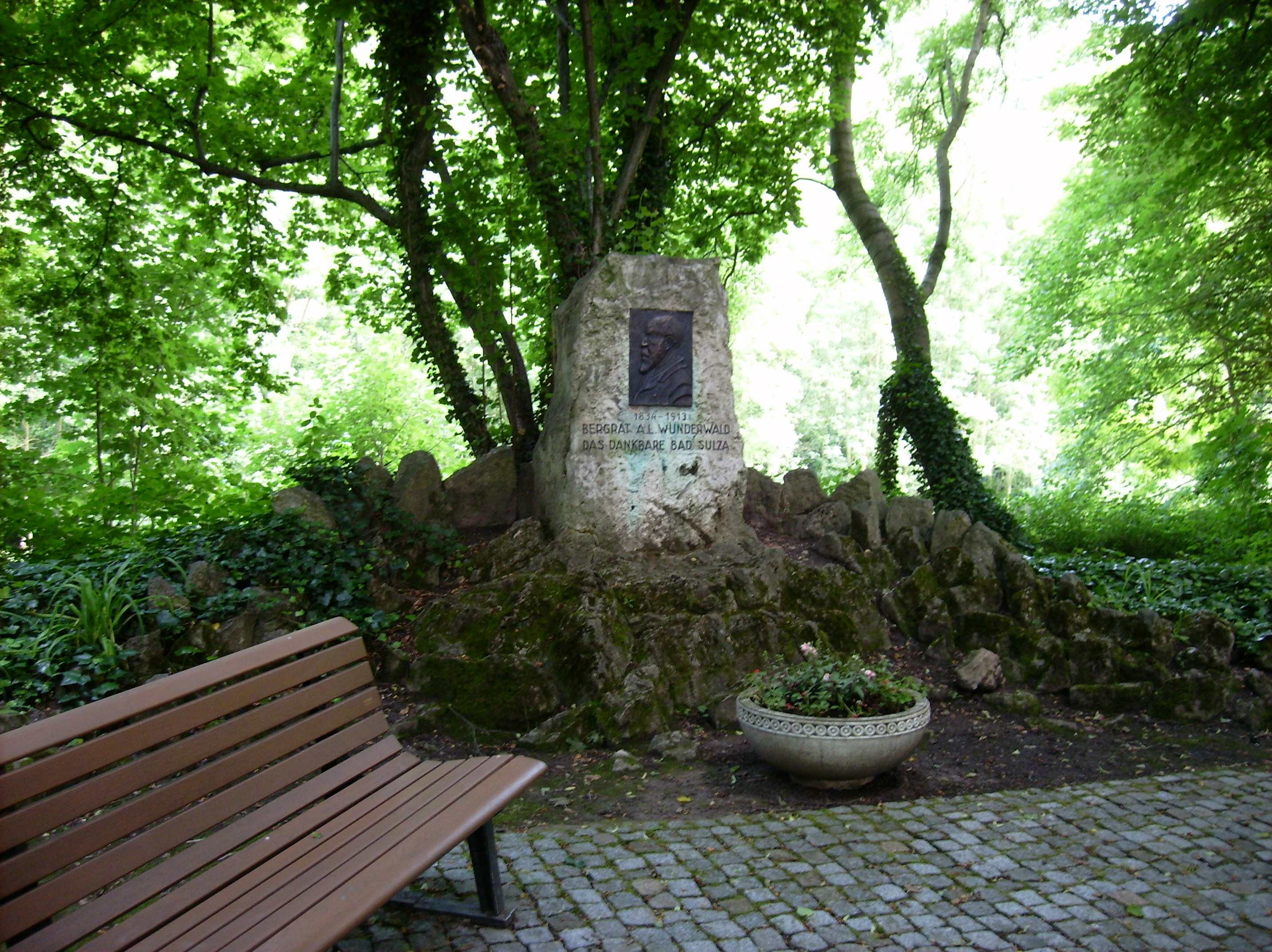
Gedenkstein zu August Leberecht Wunderwald

August Leberecht Wunderwald (* 1834; † 1913) war ein deutscher Bergbauingenieur, Bergrat und Badedirektor in Bad Sulza, der maßgeblichen Anteil an der Entstehung des dortigen Badebetriebes hatte. Außerdem war er Mediziner. 

## Werdegang
Wunderwald beschrieb in seiner Eigenschaft als Bergbauingenieur den sächsischen Steinkohlebergbau. Diese Arbeit liegt handschriftlich vor. Er hatte ab 1857 in Freiberg studiert. Erwähnt wurde er als „Bergschüler“ in einer Festschrift der Bergakademie Freiberg. Er promovierte 1887 mit einer Arbeit unter dem Titel: Heilung des Uterusprolapses mittelst Laparotomie.
1867 wurde er zum Schichtmeister der Saline Oberneusulza ernannt, später erfolgte seine Beförderung zum Salinenoberinspektor. Im späteren Bad Sulza machte er sich in den folgenden Jahren als Kurbaddirektor und Vorsteher der dortigen Saline verdient. Im Grunde hatte er die Struktur des Kurbadbetriebes in Bad Sulza begründet. Er war zunächst Mitglied und Schriftführer des 1864 gegründetenSulzaer Badevereins, ab 1890 dessen Vorsitzender des Sulzaer Badevereins. Das Inhalatorium in Bad Sulza wurde durch ihn am 15. Juni 1903 eröffnet.
Wunderwalds Wohnhaus befand sich unweit des Gradierwerkes. Das bezeugen auch alte Postkarten. Wunderwald war in diesem Kurbad 50 Jahre tätig.

## Ehrungen
Ein Jahr nach der Feier des 50-jährigen Bestehens des Solbades Sulza, die Wunderwald maßgebend mitgestaltet hatte, wurde er 1898 zum Ehrenbürger von Bad Sulza ernannt. Anlässlich seines 50-jährigen Dienstjubiläums im August 1908 wurde eine Straße in Bad Sulza nach ihm benannt. Der Badeverein Bad Sulza setzte außerdem eine Wunderwald-Stiftung in Höhe von 5000 Mark aus.
Im Kurpark von Bad Sulza befindet sich ein Gedenkstein für Wunderwald mit dessen Porträt als Bronzerelief und der folgenden Inschrift:
1834-1913
BERGRAT A.L.WUNDERWALD
DAS DANKBARE BAD SULZA
Die Popularität Wunderwalds zeigt sich nicht zuletzt daran, dass bis heute beispielsweise öffentliche Stadtführungen zu Themen wie August Leberecht Wunderwald und das Kurwesen in Bad Sulza oder August Leberecht Wunderwald zum Thema „Sole und Wein“ angeboten werden.

## Publikationen
- Heilung des Uterusprolapses mittelst Laparotomie (Dissertation). Jena, 1887.
- Soolbad Sulza. Rückblick am Tage der Feier des 50jährigen Bestehens 1847 bis 1897. Karrer, 1897.
- Einladung [...] nebst Festprogramm [zu: Soolbad Sulza: Rückblick am Tage der Feier des 50jährigen Bestehens 1847 bis 1897]. Karrer, 1897.